# 이슬람 테러리즘

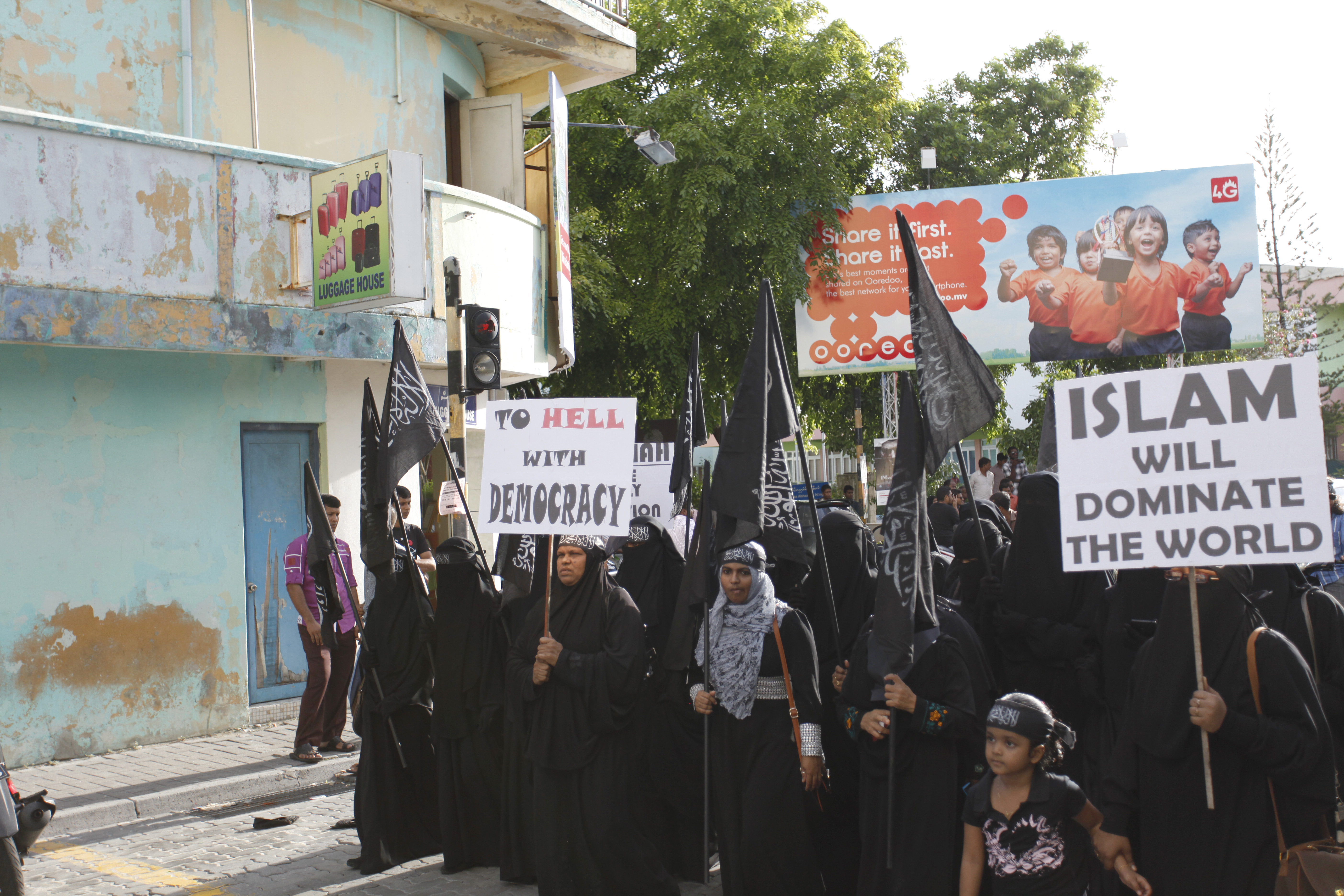

이슬람 테러리즘은 자신들의 이상을 이슬람교에 의해 이론화하고 그런 사회의 실현을 도모하기 위해 폭력을 허용한다는 주의이다. 이러한 주의를 믿는 테러리즘 조직은 지지하지 않는 사람의 입장에서 보면 이슬람의 이름을 사용하여 주장을 실현하기 위해 범죄와 테러하는 극단주의자 및 테러리스트로 간주된다.

## 같이 보기
- 아랍-이스라엘 분쟁
- 테러의 역사
- 이슬람 극단주의
- 이슬람주의
- 지하디즘
- 종교전쟁